# Irimbo
Irimbo è una municipalità dello stato di Michoacán, nel Messico centrale, il cui capoluogo è la località omonima.
La municipalità conta 14.766 abitanti (2010) e ha un'estensione di 125,54 km².
Il nome della località in lingua tarasca significa luogo dei gobbi.